# Мурачуев, Магомед Махмудович
Магомед Махмудович Мурачуев (род. 1925, с. Кули Дагестанской АССР — ум. 2001, с. Кули, Дагестан) — депутат Верховного Совета РСФСР. Заслуженный зоотехник РСФСР. По национальности — лакец.

## Биография

### Детство
Родился в 1925 году в селе Кули Дагестанской АССР.

### Учёба
Окончил Кулинскую среднюю школу. Затем, после начала войны был призван на фронт. В 1961 году окончил Дагестанский сельскохозяйственный институт.

## Участник ВОВ
На войне был пулемётчиком. В одном из боёв получил многочисленные ранения, вследствие чего долго лечился (до 1950 года).

## Работа
Работал главным зоотехником колхоза имени Гаруна Саидова.

## Депутатская деятельность
В 1968 году избран депутатом Верховного Совета РСФСР.